# 정우영 (1989년)
정우영(鄭又榮, 1989년 1월 24일 ~ )은 대한민국의 축구 선수로 현재 K리그1 울산 HD에서 수비형 미드필더, 센터백로 활동 중이며 2012년 하계 올림픽 동메달리스트이다.

## 클럽 경력

### 교토 상가
2011년 일본 J2리그의 교토 상가 입단을 통해 프로 선수로 데뷔하여 2시즌간 교토 상가의 핵심으로 공식전 71경기 2골 11어시스트로 팀의 2011년 천황배 준우승, J리그 디비전 2 2012 3위 및 J1리그 승격 플레이오프 진출 등에 기여했고 비록 J1리그 승격 플레이오프 1라운드에서 오이타 트리니타에 0-4로 대패하며 J리그 디비전 1 2013 승격은 좌절되었지만 교토에서의 인상적인 2시즌을 마무리했다.

### 주빌로 이와타
2013 시즌을 앞두고 일본 J1리그의 주빌로 이와타로 임대 이적했고 이후 시즌 공식전 20경기를 소화하며 2개의 어시스트를 기록했으나 발목 부상에 덜미가 잡혀 1달을 결장했고 이후 주전 경쟁에서도 밀려나면서 1시즌만에 교토에 복귀하는 대신 다른 팀 이적을 선택했다.

### 비셀 고베1기
주빌로 이와타에서의 2013 시즌을 마치고 같은 J1리그 소속팀인 비셀 고베로 이적하여 2시즌 동안 공식전 79경기 5골 10어시스트를 기록했고 특히 2015 시즌에서는 비셀 고베의 주장을 맡아 팀 역사상 첫 J리그컵 준결승 진출에 기여하는 등 맹활약을 펼쳤다.

### 충칭 당다이 리판
2시즌간 비셀 고베에서 활약을 펼친 후 2016 시즌을 앞두고 당시 장외룡 감독이 이끌던 중국 슈퍼리그의 충칭 당다이 리판로 트레이드 되어 2017 시즌까지 리그 51경기 3골을 기록하며 팀의 1부 리그 잔류에 혁혁한 공을 세웠다.

### 비셀 고베 2기
2017 시즌을 마친 뒤 2018년 1월 비셀 고베로 복귀한 이후 리그 12경기에서 2골을 기록하며 팀의 J1리그 잔류에 일조하는 모습을 보여주었다.

### 알사드
독일과의 2018년 FIFA 월드컵 F조 최종전 다음날인 2018년 6월 28일 카타르 스타스 리그의 명문 알사드 SC와 이적료 56억원에 입단 계약을 체결한 뒤 AFC 챔피언스리그 4경기에 출전하여 팀의 준결승 진출에 기여했고 그 뒤 리그 3회 우승(2018-19, 2020-21, 2021-22), 2019-20 시즌 리그 3위, 2019년 AFC 챔피언스리그 준결승, 카타르 에미르컵 2회 우승(2020, 2021), 2019년 카타르 에미르컵 준우승, 2022년 카타르 에미르컵 준결승 진출에 기여하는 등 2022-23 시즌까지 알사드의 핵심 선수로 활약했다.

### 알칼리지
알사드 SC에서의 활약을 뒤로 하고 2023년 7월 20일 사우디 프로페셔널리그의 알칼리지 FC로 이적한 후 2023-24 시즌 공식전 34경기 2골을 기록했고 특히 2023-24 시즌 사우디아라비아 국왕컵에서 4경기 1골을 기록하며 구단 역사상 첫 사우디 국왕컵 준결승 진출의 성과를 이끌었다.

### 울산 HD
2023-24 시즌을 끝으로 13년간의 해외 생활을 마무리한 뒤 2024년 6월 28일 고향팀이자 K리그1 강호 울산 HD 입단을 통해 생애 첫 K리그 무대를 밟게 되었다.

## 국가대표팀 경력

### 대한민국 U-23 국가대표팀
2012년 하계 올림픽을 앞두고 발표된 최종 명단에는 들지 못하다가 부상으로 하차한 한국영의 대체 선수로 발탁되며 극적으로 U-23 대표팀에 합류한 뒤 잉글랜드 프리미어리그 맨체스터 유나이티드의 홈 구장인 올드 트래퍼드에서 열린 브라질과의 2012년 하계 올림픽 준결승전에 교체 투입되어 대한민국 축구 역사상 첫 올림픽 메달(동메달)을 목에 걸었다.

### 대한민국 국가대표팀
2014년 12월 4일 2015년 AFC 아시안컵 본선을 대비한 국내 전지 훈련 명단에는 합류했지만 2015년 아시안컵 본선 엔트리에는 들지 못했고 이후 2015년 6월 11일 아랍에미리트와의 친선 경기에서 A매치 데뷔전을 치렀다.
그 후 2015년 EAFF 동아시안컵에 합류하여 7년만의 동아시안컵 우승을 이끌었고2017년 12월 16일 홈팀 일본과의 2017년 EAFF E-1 풋볼 챔피언십 최종전에서 A매치 데뷔골을 오른발 무회전 프리킥 득점으로 장식하며 팀의 2회 연속 동아시안컵 우승에 기여한 뒤 일본과의 최종전 경기 직후 밝힌 인터뷰에서는 프리킥을 차는 순간 득점임을 직감했고 김진수가 차야 했던 프리킥을 본인에게 양보함으로서 이러한 결과가 만들어졌다고 밝힌 바가 있다.
그리고 이듬해에 열린 2018년 FIFA 월드컵 본선에도 출전하여 스웨덴과의 F조 조별리그 1차전과 멕시코와의 2차전에서는 교체로 투입되었음에도 별다른 활약을 보이지 못하다가 디펜딩 챔피언 독일과의 최종전에서는 중앙 미드필더로 선발 출전하여 독일에 80년만의 1라운드 탈락이자 제2차 세계 대전 이후 역사상 첫 월드컵 조별리그 탈락의 굴욕을 선사하는 맹활약을 펼쳤다.
월드컵을 마치고 파울루 벤투 감독이 부임한 이후 9월에 열린 코스타리카와 칠레와의 친선 경기에서는 별다른 활약이 없었지만 우루과이와의 친선전에서는 결승골을 터뜨리며 우루과이전 역사상 A매치 첫 승에 기여했다.
그 후 2019년 AFC 아시안컵 본선에서는 5경기에 모두 선발로 나왔음에도 대회 내내 최악의 경기력으로 팀의 8강 탈락에 일조하며 각종 여론들로부터 비난을 받기도 했지만 2022년 FIFA 월드컵 아시아 지역 3차 예선에서는 코로나19 밀접접촉자 분류와 시리아와의 8차전 결장을 제외하고는 거의 모든 경기에 출격하며 10회 연속 월드컵 본선 진출이라는 대업을 이끌었다.
이후 11월 11일 아이슬란드와의 평가전 겸 월드컵 출정식에서 풀타임 선발로 출전한 뒤 다음날 발표된 월드컵 26인 최종 엔트리에 합류했고 월드컵 본선에서도 4경기에 모두 선발로 출전하며 대한민국의 12년만의 월드컵 16강 진출에 기여했다.

## 대회 성적

### 클럽
교토 상가
- 천황배 : 준우승 (2011)

알사드
- 카타르 스타스 리그 : 우승 (2018-19, 2020-21, 2021-22), 3위 (2019-20)
- 카타르 에미르컵 : 우승 (2020, 2021), 준우승 (2019)
- 카타르컵 : 우승 (2020, 2021)
- 셰이크 자심컵 : 우승 (2019)

울산 HD
- K리그1 : 우승 (2024)
- 코리아컵 : 준우승 (2024)

### 국가대표팀
대한민국 U-23
- 하계 올림픽 : 동메달 (2012)

대한민국
- EAFF E-1 풋볼 챔피언십 : 우승 (2015, 2017)

## 경력 통계

### 국가대표팀 득점
| # | 경기일     | 경기장소                            | 상대팀         | 득점  | 결과  | 비고                                    |
| - | ---------- | ----------------------------------- | -------------- | ----- | ----- | --------------------------------------- |
| 1 | 2017/12/16 | 일본, 아지노모도 스타디움           | 일본           | 2 – 1 | 4 – 1 | 2017년 EAFF E-1 풋볼 챔피언십           |
| 2 | 2018/10/12 | 대한민국, 서울 월드컵 경기장        | 우루과이       | 2 – 1 | 2 – 1 | 친선경기                                |
| 3 | 2019/09/10 | 투르크메니스탄, 쾨페트다그 스타디움 | 투르크메니스탄 | 2 – 0 | 2 – 0 | 2022년 FIFA 월드컵 아시아 지역 2차 예선 |